# Сант-Агата-ди-Милителло
Сант-Агата-ди-Милителло (итал. Sant'Agata di Militello) — коммуна в Италии, располагает в области Сицилия, в провинции Мессина.
Население коммуны составляет 13060 человек (2008 г.), плотность населения составляет 390 чел./км². Занимает площадь 34 км². Почтовый индекс — 98076. Телефонный код — 0941.
Покровителем коммуны почитается святой Иосиф Обручник, празднование 19 марта.

## Демография
Динамика населения:

## Администрация коммуны
- Официальный сайт: http://www.comune.santagatadimilitello.me.it/